# Tarazona de la Mancha
Tarazona de la Mancha es un municipio y localidad española de la provincia de Albacete, en la comunidad autónoma de Castilla-La Mancha. Cuenta con una población de 6117 habitantes (INE 2024).

## Geografía
Integrado en la comarca de La Mancha del Júcar, se sitúa a 39 km de la capital provincial. El término municipal está atravesado por la carreteras autonómicas CM-220 (Cuenca-Albacete), CM-3106 (Munera-Mahora), CM-3116 (Tarazona de la Mancha-Iniesta) y por la carretera local AB-103, que conecta con Villalgordo del Júcar.  
El término municipal, situado al sureste de la península ibérica, tiene una extensión de 212,58 km², y está atravesado por el río Valdemembra, pequeño arroyo que desemboca en el Júcar, y que pasa por el casco urbano, teniendo en su cauce un puente romano. El límite sur del término viene dado por el río Júcar, cuya ribera norte marca el término municipal. El relieve es predominantemente llano, oscilando la altura entre los 747 m al norte (cerro Juanotón) y los 630 m a orillas del río Júcar. El pueblo se alza a 709 m sobre el nivel del mar. 
| Noroeste: Villalgordo del Júcar              | Norte: Quintanar del Rey (Cuenca) | Noreste: Villagarcía del Llano (Cuenca) |
| Oeste: Casas de Benítez (Cuenca) y Fuensanta |                                   | Este: Madrigueras                       |
| Suroeste: La Roda, Montalvos y La Gineta     | Sur: Albacete                     | Sureste: Madrigueras                    |

## Historia
Primeros asentamientos
Según consta en la Carta arqueológica de Tarazona de la Mancha, realizada en 1978 por Cayo Tomás González y Matías Muñoz, que se encuentra en el Museo Arqueológico de Albacete, se han encontrado en Tarazona de la Mancha restos de las siguientes culturas:
- Segunda Edad del Bronce.
- Cultura ibérica.
- Cultura romana.
- Cultura bajomedieval.

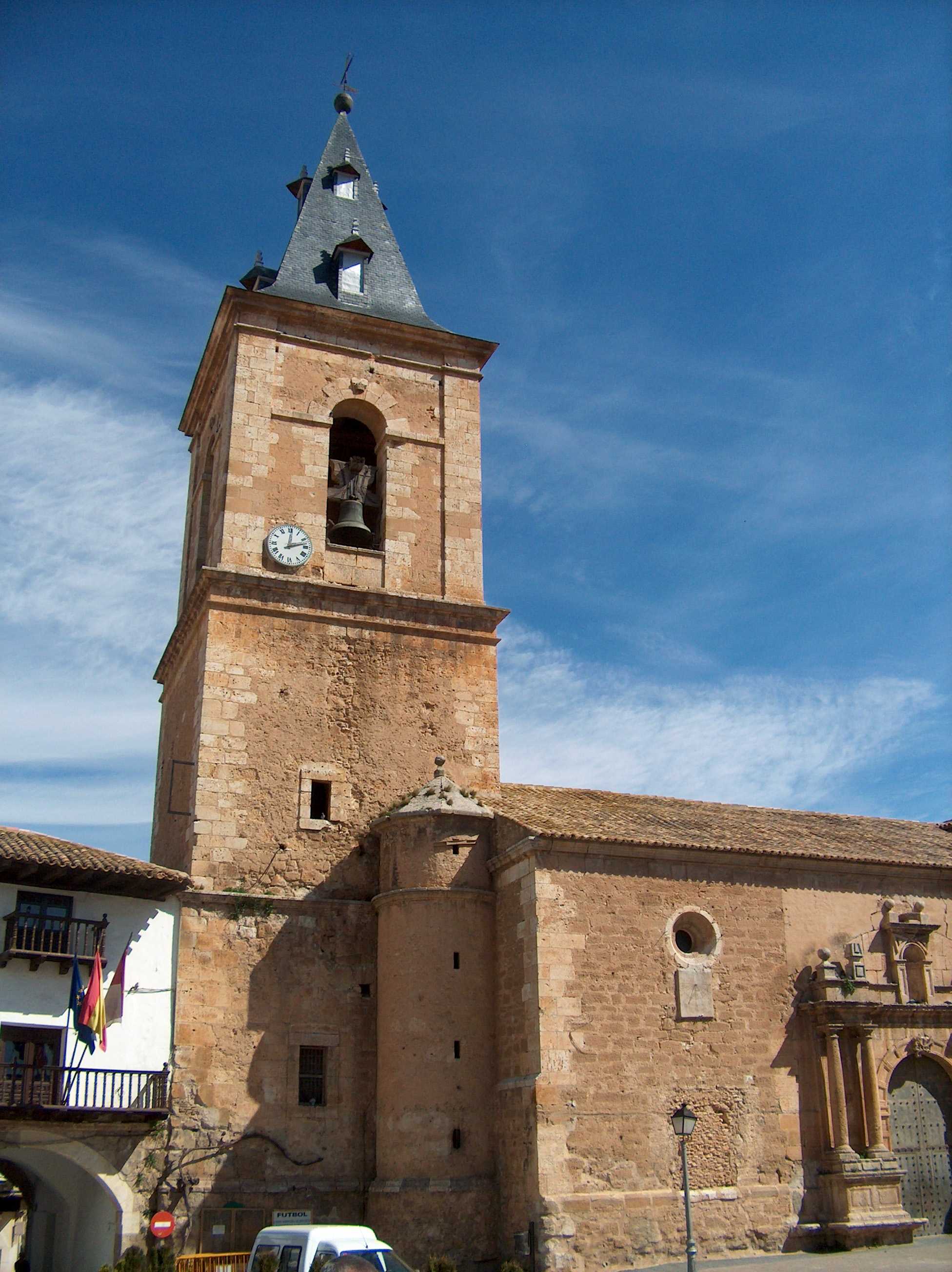
Iglesia de San Bartolomé.

También se han encontrado vestigios de los períodos Paleolítico y Neolítico en diversos lugares del término municipal. Los diversos yacimientos se hallan bastante repartidos y dan testimonio de los primeros pobladores de estas tierras.
Época romana
De todas las civilizaciones indicadas, de la que existe un mayor número de muestras es de la romana, como puede comprobarse por los restos hallados en una villa romana situada en el paraje conocido como "Casa de los Guardas". En esta villa se han encontrado unos mosaicos que actualmente están expuestos en el Museo Arqueológico de Albacete. 
También existe un puente romano sobre el río Valdemembra a su paso por la localidad. Parece ser que formaba parte de una antigua calzada que atravesaba el término municipal. El puente está en uso actualmente y su conservación es bastante buena.
Baja Edad Media
Durante la Baja Edad Media, las tierras del término de Tarazona fueron parte del Concejo de Alarcón, hasta que en 1476 pasaron a pertenecer al Marquesado de Villena. El actual pueblo fue fundado por vecinos de Villanueva de la Jara sobre una antigua aldea llamada "Casas de Cuarto Alto", a mediados del siglo XV.
En la época de Carlos I se iniciaron gestiones para conseguir el título de villa, pero fue Felipe II quien el 11 de octubre de 1564 le concedió el privilegio de villazgo, dándole jurisdicción hasta el río Júcar. En las Relaciones topográficas de Felipe II, realizadas en 1575. se dice que "había 400 casas y 500 vecinos".
Siglo XVIII
En 1752, en el Catastro realizado por el marqués de la Ensenada, se censaron en el término 11 aldeas. En 1755 hubo un terremoto que quedó documentado por el cura párroco en su libro registro.
Durante el reinado de Carlos III, Tarazona de la Mancha fue capital de corregimiento. De ella dependían Madrigueras, Quintanar del Rey y Villalgordo del Júcar.
En 1779 se le concedió el privilegio de realizar un mercado semanal libre de impuestos. Después de la Guerra de la Independencia, se crearon las provincias, y Tarazona de la Mancha pasó a depender del obispado de Cuenca. En 1833 se produjo una reorganización administrativa y el término se integró en la provincia de Albacete.
Siglo XIX
En el Diccionario geográfico-estadístico-histórico de España y sus posesiones de Ultramar, la obra elaborada por Pascual Madoz y publicada entre 1846 y 1850, aparece una entrada correspondiente a Tarazona de la Mancha, donde se indica que posee 1080 casas, 4200 vecinos y 5257 almas, 1 escuela para niños, con 80 alumnos, y otra para niñas, con 30, y se le asigna una capacidad productiva estimada en 24.247.666 reales, con una base imponible de 4.041.449 reales, que corresponde a una contribución de 105,088 reales.
Siglo XX
Hasta la reforma de la nomenclatura municipal de 1916 el municipio se llamaba simplemente Tarazona. En dicha fecha su nombre fue modificado por el de Tarazona de la Mancha. Durante la guerra civil española, Tarazona fue sede de una de las bases del batallón Abraham Lincoln de voluntarios norteamericanos que lucharon junto al bando republicano. El 16 de octubre de 1937, el acuartelamiento recibió la visita de los congresistas estadounidenses Jerry J. O'Connell y John Toussaint Bernard, quienes fueron recibidos con un desfile de brigadistas por la plaza del pueblo y, a su vez, pronunciaron sendos discursos desde una tribuna con la siguiente pancarta: «El pueblo saluda a la Brigada Internacional». Existe un fragmento de unos 40 segundos de un breve documental que se filmó para la ocasión, Norteamérica en España, que recoge dicho episodio.

## Geografía humana

### Demografía
Cuenta con una población de 6117 habitantes (INE 2024).
| Gráfica de evolución demográfica de Tarazona de la Mancha entre 1842 y 2021 |
| |
| Población de derecho según los censos de población del INE Población de hecho según los censos de población del INEEn estos censos se denominaba Tarazona: 1842, 1857, 1860, 1877, 1887, 1897, 1900 y 1910 |

### Economía
Los cultivos de Tarazona de la Mancha ocupan una superficie de 21 253,7 ha, de acuerdo a la distribución reflejada en la siguiente tabla:
| Uso                                       | Superficie (ha) |
| Asociación de coníferas y otras frondosas | 209.3           |
| Asociación de olivar y viñedo             | 299.3           |
| Asociación de viñedo y frutales           | 35.3            |
| Chopo y álamo                             | 3.7             |
| Coníferas                                 | 687.9           |
| Cultivos herbáceos en regadío             | 810.4           |
| Frutales en regadío                       | 14.8            |
| Frutales en secano                        | 115.6           |
| Huerta y cultivos forzados                | 236.6           |
| Improductivo                              | 169.9           |
| Labor en secano                           | 12604.4         |
| Matorral                                  | 67.4            |
| Matorral con coníferas                    | 90.9            |
| Matorral con frondosas                    | 72.9            |
| Olivar en secano                          | 321.5           |
| Pastizal                                  | 10.2            |
| Viñedo en secano                          | 5503.6          |

## Patrimonio
En un recorrido por sus calles, aparecen casas blasonadas, la ermita de San Antonio Abad siglo XVII), la curiosa plaza de toros, excavada en una loma, el Ayuntamiento (siglo XVII) y la iglesia parroquial de San Bartolomé, un templo columnario de tres naves, con una portada de resonancia valdeviresca y una torre de campanario cuadrada rematada por un hermoso chapitel de pizarra. 
- Plaza Mayor. Del siglo XVII y declarada conjunto histórico-artístico nacional, es el centro neurálgico de la villa. Se trata de un armonioso conjunto de arquitectura popular de tipo colonial, con balconadas voladizas de balaustres de madera, con un sabor añejo. A la plaza da el Ayuntamiento, con un soportal sobre arcos de medio punto, con una inscripción sobre la fecha de su construcción: 1692. Además de este arco, existen otros tres arcos para acceder a la misma. Anteriormente había un quinto arco que fue derribado en 1910 (existe una fotografía donde aparece). En una esquina se encuentra grabado un escudo del papa Inocencio XI, y en el centro hay una fuente instalada en 1928. En tiempos de Carlos IV se celebraron corridas de toros en la plaza. En un principio, la plaza estaba separada de la explanada de la iglesia por "los pretiles", que delimitaban la zona civil de la religiosa; éstos fueron derribados en 1934.
- Casa consistorial. Se trata de un edificio de estilo renacentista. Se terminó en 1692 y es la única construcción que conserva los soportales de piedra.
- Iglesia de San Bartolomé. Al lado del Ayuntamiento se alza la iglesia, que comenzó su construcción en 1549 y se finalizó en 1649 con la terminación de la torre. La iglesia tiene tres naves y cinco tramos, separados por columnas de estilo jónico, y varias capillas adosadas. Está cubierta por una bóveda de crucería, con ligaduras y terceletes.

## Gobierno y administración
Todas las elecciones celebradas desde la restauración de la Democracia, con excepción de las municipales, han sido ganadas por el Partido Socialista Obrero Español. En el ámbito del gobierno local de Tarazona de la Mancha, inicialmente durante tres mandatos el ganador fue el Partido Comunista de España, bien en solitario, o bien formando parte de Izquierda Unida en el año 1987. El resto de las corporaciones fueron presididas por alcaldes socialistas, hasta las elecciones de 2011 donde, por primera vez, el Partido Popular fue la candidatura más votada, con 5 concejales, por 4 de IU y 4 del PSOE. Ante la falta de acuerdo de la izquierda, Juan Vicente Oltra, cabeza de lista de la candidatura del PP, fue elegido alcalde. En 2015, el PSOE recupera la alcaldía con Miguel Zamora, que repitió como alcalde en 2019 obteniendo mayoría absoluta. 
| Periodo   | Nombre                      | Partido |
| --------- | --------------------------- | ------- |
| 1979-1983 | Francisco Picazo Villena    | PCE     |
| 1983-1987 | Francisco Picazo Villena    | PCE     |
| 1987-1991 | Francisco Picazo Villena    | IU      |
| 1991-1995 | Isaac López Picazo          | PSOE    |
| 1995-1999 | Isaac López Picazo          | PSOE    |
| 1999-2003 | Julián Ruipérez Jiménez     | PSOE    |
| 2003-2007 | Francisca Saiz Mancha       | PSOE    |
| 2007-2011 | Faustino Oltra Moreno       | PSOE    |
| 2011-2015 | Juan Vicente Oltra Panadero | PP      |
| 2015-2019 | Miguel Zamora Saiz          | PSOE    |
| 2019-2023 | Miguel Zamora Saiz          | PSOE    |
| 2023-act. | Miguel Zamora Saiz          | PSOE    |

## Fiestas
Un atractivo de Tarazona de la Mancha es su Carnaval, que atrae a numerosos visitantes, de los más famosos de la provincia, y con una tradición ininterrumpida, incluso en la época de la dictadura franquista.
Las fiestas patronales se celebran en honor a San Bartolomé el 24 de agosto, y junto a los carnavales, están declaradas de Interés Turístico Regional.
- San Antón (17 de enero), es costumbre encender grandes hogueras la noche anterior. En el día se acude a la ermita, acompañado de animales, y se da un número impar de vueltas a la misma.

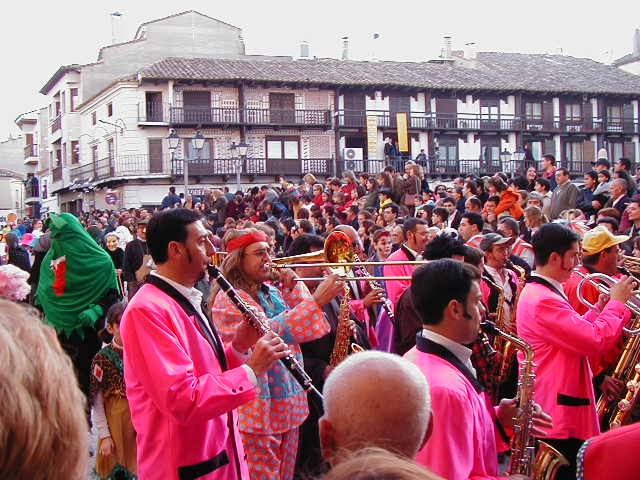
Carnaval en la Plaza Mayor

- San Blas (3 de febrero), se celebra en la ermita de San Blas, en el alto de la calle de la Virgen. Es tradición danzar frente al santo a la salida de la iglesia parroquial un baile de palos llamado "Los Matachines". Ese mismo día los feligreses ofrecen a San Blas unos exvotos consistentes en gargantas de cera principalmente así como también otras figuras que representan partes del cuerpo que el devoto quiere que el santo proteja.
- Jueves Lardero, se celebra el jueves previo a la semana de inicio de la Cuaresma y a los Carnavales, la tradición es comer en el campo una merienda típica, el hornazo o mona, bollo con un huevo cocido, chorizo o sardina en el centro.
- Carnaval.

Comienza el sábado de Carnaval, 43 días antes del Domingo de Ramos, se celebra sábado, domingo, lunes y martes. Continúa el sábado y domingo siguiente. Los domingos se organizan desfiles en la calle de la Virgen.
- Semana Santa, desde el Domingo de Ramos y finaliza con el Domingo de Resurrección.
- San Isidro, 15 de mayo, fiesta de los agricultores, celebrada por todo el pueblo en romería en el campo.
- Feria de San Bartolomé, 24 de agosto, Patrón de Tarazona de la Mancha, son las fiestas mayores del pueblo y se celebra durante varios días con verbenas, actos culturales, toros y otros festejos.
- Día del Cristo, 14 de septiembre, se organizan rifas.